# پسران گمشده
پسران گمشده (انگلیسی: The Lost Boys) فیلمی در ژانر کمدی ترسناک به کارگردانی جوئل شوماخر و ریچارد دانر است که در سال ۱۹۸۷ منتشر شد.

## خلاصه فیلم
لوسی امرسون، زنی تازه مطلقه، همراه دو پسر نوجوانش، مایکل و سام، نزد پدر خود در شهر کوچک سانتاکلارای کالیفرنیا می‌رود. گروهی از جوانان شرور به رهبری دیوید، مایکل را به مخفیگاه خود می‌برند و در آنجا به او خون می‌نوشانند. چندی بعد مایکل حس می‌کند که آرام آرام بدل به یک خون‌آشام می‌شود…

## بازیگران
- جیسون پاتریک در نقش مایکل امرسون
- کیفر ساترلند در نقش دیوید
- کوری هایم در نقش سام امرسون
- کوری فلدمن در نقش ادگار فراگ
- دایان ویست در نقش لوسی امرسون
- ادوارد هرمن در نقش مکس
- بیلی ورث در نقش دواین